# Product of Hate
Product of Hate ist eine US-amerikanische Thrash-/Groove-Metal-Band aus Kenosha, Wisconsin. Die Band steht bei Napalm Records unter Vertrag und hat bislang zwei Studioalben veröffentlicht.

## Geschichte
Die Band wurde im Jahre 2007 von dem Gitarristen Cody Rathbone und dem Schlagzeuger Mike McGuire gegründet. Beide spielten zuvor in einer anderen Band. Zunächst kam mit dem Sänger Adam Gilley ein gemeinsamer Bekannter hinzu, bevor Mark Campbell als Bassist hinzukam. Komplettiert wurde die Gruppe, als Cody Rathbone seinen Bruder Gene als zweiten Gitarristen in die Band holte. Ursprünglich nannte sich die Gruppe „I for an I“. Da es aber bereits eine kanadische Band mit gleichem Namen gab und man einen Rechtsstreit vermeiden wollte, erfolgte später die Namensänderung zu „Product of Hate“. Drei Jahre nach der Gründung veröffentlichte die Band in Eigenregie die EP The Unholy Manipulator, die von Chris Wisco produziert und von James Murphy gemischt und gemastert wurde. Für das Titellied drehte die Band ein Musikvideo, das von Robert Kurtzman produziert wurde und in dem die Schauspielerin Ashley Laurence mitspielt.
Es folgten einige weitere in Eigenregie veröffentlichte Singles. Anfang 2014 nahm die Band mit dem Toningenieur Scott Creekmore ein Demo mit 13 Liedern auf, mit dem sich die Band bei verschiedenen Plattenlabels bewarb. Schließlich nahm das österreichische Label Napalm Records Product of Hate unter Vertrag. Die Band ging erneut ins Studio und nahm neun Lieder für ihr Debütalbum auf, das erneut von James Murphy gemischt und gemastert wurde. Mitte 2015 spielte die Band ihre erste Nordamerikatournee, zunächst als Vorgruppe von Allegaeon und danach als Vorgruppe von Hatebreed. Das Debütalbum Buried in Violence erschien am 5. Februar 2016 und enthält eine Coverversion des Liedes Perry Mason von Ozzy Osbourne.

## Stil
Product of Hate werden in der Regel dem Thrash bzw. Groove Metal zugeordnet. Laut Jerel Johnson vom Onlinemagazin Target Audience Magazine kommen noch Einflüsse aus dem Death Metal und Hardcore Punk hinzu. James Christopher Monger vom Onlinemagazin Allmusic verglich die Band mit Lamb of God, Pantera und Testament. 

## Diskografie

### Alben
- 2016: Buried in Violence
- 2021: You Brought this War

### EPs
- 2010: The Unholy Manipulator

### Singles
- 2012: Revolution of Destruction
- 2012: A Well-Deserved Death
- 2015: … As Your Kingdom Falls
- 2015: Blood Coated Concrete
- 2016: Monster